# Cyrestis aruana
Cyrestis aruana är en fjärilsart som beskrevs av Martin 1903. Cyrestis aruana ingår i släktet Cyrestis och familjen praktfjärilar. Inga underarter finns listade i Catalogue of Life.